# 10-я стрелковая дивизия внутренних войск НКВД (1-го формирования)
10-я стрелковая Сталинградская ордена Ленина дивизия внутренних войск НКВД СССР — воинское соединение внутренних войск НКВД СССР, принимавшее участие в Сталинградской битве.
Сокращённое наименование — 10-я сд ВВ НКВД.
Сформирована 1 февраля 1942 года в Сталинграде. Принимала участие в Сталинградской битве. Впоследствии была передана в состав РККА и переименована в 181-ю Сталинградскую ордена Ленина стрелковую дивизию. Дислоцировалась в Сталинграде.

## Основные даты
- 1 февраля 1942 года — сформирована на основании Постановления ГКО № 1099-сс от 4 января 1942 года «Об организации гарнизонов войск НКВД в городах, освобождаемых КА»[3] и приказа НКВД СССР № 0021 от 05.01.1942.
- ноябрь 1942 года — на основании приказа НКВД СССР № 002356 от 27.10.42 переименована и переформирована в Сталинградскую стрелковую дивизию войск НКВД по штатам НКО.
- 5 декабря 1942 года — переименована в 10-ю стрелковую Сталинградскую ордена Ленина дивизию войск НКВД[1].
- 5 февраля 1943 года — передана в состав РККА и переименована в 181-ю Сталинградскую ордена Ленина стрелковую дивизию[4].

## История

### Формирование дивизии

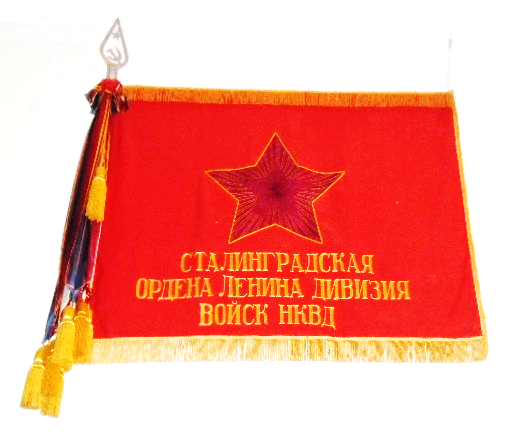
Знамя дивизии

В начале 1942 года обкому партии и городскому комитету обороны стало известно о том, что в Сталинграде предстоит сформировать дивизию. Позднее ей выпала честь одной из первых вступить в бой с внезапно прорвавшимися к Сталинграду  частями вермахта.
Дивизия сформирована на территории Сталинградской области по приказу НКВД СССР № 0021 от 05.01.1942 во исполнения Постановления ГКО СССР № 1099-сс от 04.01.1942 «Об организации гарнизонов войск НКВД в городах, освобождаемых КА» в составе 41 пограничного полка НКВД, 269, 270, 271, 272, 273 стрелковых полков НКВД, отдельной роты боевого обеспечения, отд. медико-санитарной роты, с подчинением начальнику областного управления НКВД А.И. Воронину. (С 5 февраля 1943 г. наименование 10-я стрелковая Сталинградская ордена Ленина дивизия внутренних войск НКВД).
Сроки формирования дивизии и её состав были определены специальным постановлением ГКО. Формирования 10-й стрелковой дивизии войск НКВД, которыми командовал полковник Александр Андреевич Сараев, прибыли в Сталинград в январе 1942 года. Начальником штаба дивизии был назначен майор В. И. Зайцев. Костяком дивизии были бойцы и командиры пограничных войск, в их числе уральцы и сибиряки из Свердловска, Иркутска, Новосибирска, но основным ядром 269-го и 270-го полков были сталинградцы, посланцы партийных и комсомольских организаций города. В рядах дивизии сражались три тысячи сталинградцев.

### Оперативно-боевая деятельность до Сталинградской битвы
Дивизия выполняла задачи по охране правопорядка в Сталинграде и в Сталинградской области, в Воронеже, войскового тыла Юго-западного фронта, Воронежского фронта, Сталинградского фронта, в борьбе с разведывательно-диверсионными группами противника, принимала участие в обороне Сталинграда, Воронежа.
- 29 января — 3 июля 1942 года — 41-й стрелковый полк охранял правопорядок в Воронеже и Воронежской области.
- 17—22 марта 1942 года — части дивизии в Сталинграде провели мероприятия по проверке документов у населения города, было задержано 9 шпионов, 106 преступников, 187 человек без надлежащих документов.
- 30 июня 1942 года — 273-й стрелковый полк недалеко от станицы Новоанинская уничтожил десант противника вооружённый советским оружием и обмундированный в форму военнослужащих РККА, уничтожил 47 и взял в плен 2 десантников.
- 3—31 июля 1942 года — 41-й стрелковый полк принял участие в обороне Воронежа, первым из числа полков дивизии принял участие в боевых действиях на передовой линии фронта, за этот период полк уничтожил около 1500 гитлеровцев, захватил 17 пулемётов, 42 автомата, 730 винтовок, 415 гранат, около 17 000 патронов, собственные потери составили убитыми, пропавшими без вести и ранеными до 2/3 личного состава.
- 12 июля 1942 года — дивизия включена в состав действующей армии.
- 13—27 июля 1942 года — части дивизии при охране войскового тыла Сталинградского фронта задержали 15 шпионов, 2775 человек без надлежащих документов.
- В июле 1942 года — в составе дивизии сформирован внештатный артиллерийский дивизион.
- В августе 1942 года — 41-й стрелковый полк исключён из состава дивизии и передан в состав 18-й отдельной сапёрной бригады внутренних войск НКВД[1].

### Боевые действия в Сталинградской битве
Вот как оценил вклад дивизии в оборону города командующий 62-й армии В. И. Чуйков:  
«Воинам 10-й Сталинградской дивизии Внутренних войск полковника А. А. Сараева пришлось быть первыми защитниками Сталинграда, и они с честью выдержали это труднейшее испытание, мужественно и самоотверженно сражались с превосходящими силами врага до подхода частей и соединений 62-й армии».
Дивизия, растянувшись на 50 километров, вела жестокие бои с противником. В первые дни битвы за город блиндажи штаба дивизии находились в овраге реки Царицы, недалеко от ресторана «Маяк».

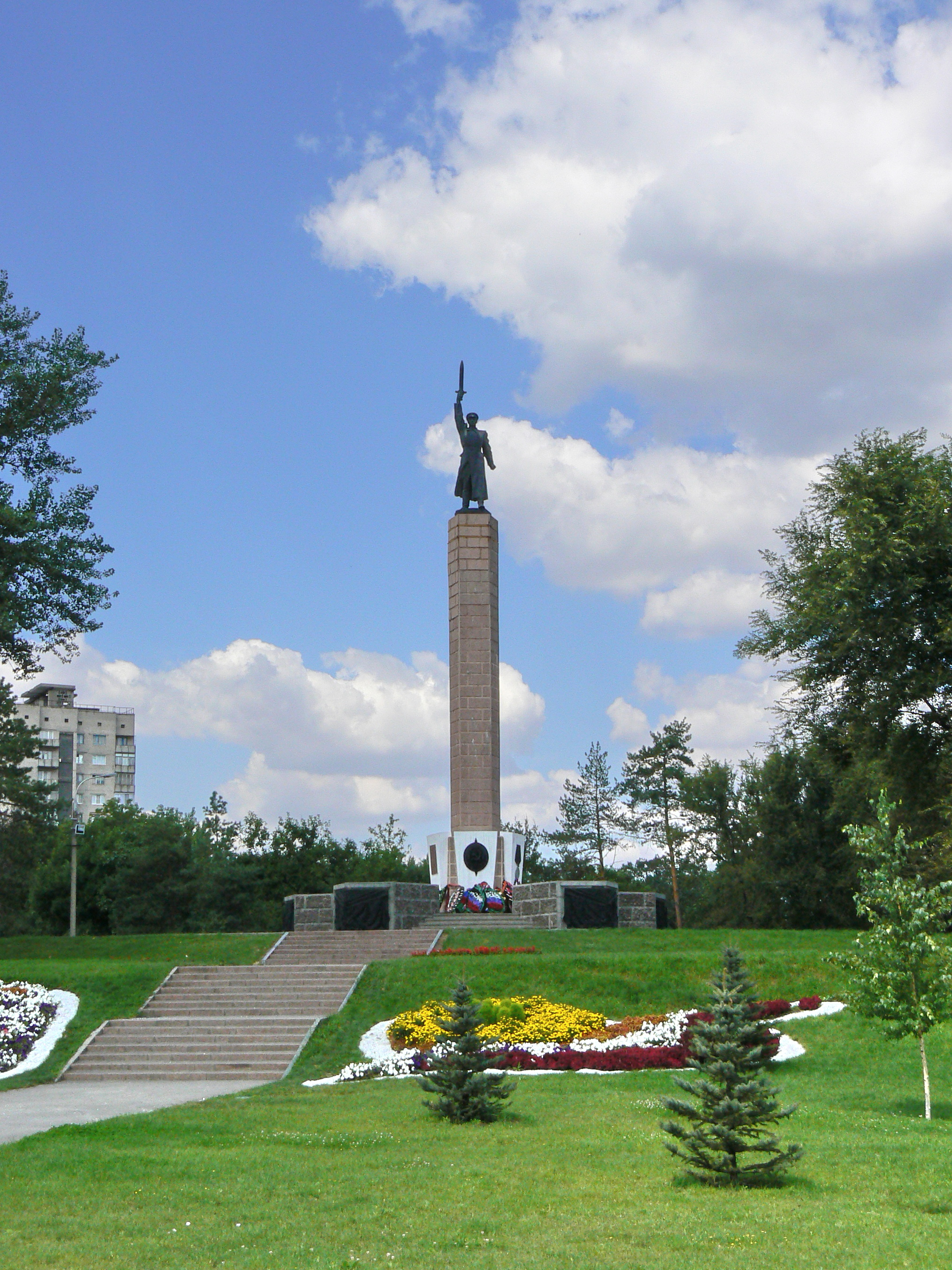
Обелиск воинам 10-й дивизии НКВД на площади Чекистов в Волгограде. Скульпторы М. К. Аникушин, Г. В. Косов, В. Г. Стамов, архитектор Ф. М. Коимшиди (1947). Объект культурного наследия народов РФ федерального значения. Рег. № 341711168390006 (ЕГРОКН)

2 августа 1942 года 2-й стрелковый батальон 270-го стрелкового полка впервые вступил в бой с  наступавшими передовыми частями вермахта.
14 августа 1942 года 273-й стрелковый полк исключён из состава дивизии и убыл в состав 12-й Орджоникидзевской стрелковой дивизии внутренних войск НКВД.
С 10 по 23 августа дивизия занималась обустройством обороны. Основные силы дивизии занимали оборону западнее и юго-западнее Сталинграда, прикрыв эти направления от внезапного прорыва врага в город. Кроме того, в северной части города находился сводный батальон. 16 августа 1942 года в состав дивизии вошёл 282-й стрелковый полк внутренних войск НКВД из 12-й стрелковой дивизии внутренних войск НКВД прибывший из Саратова. Этот полк был направлен в помощь сводному батальону в северную часть Сталинграда.
23 августа немецкие войска нанесли решающий удар, 10-я стрелковая дивизия НКВД вместе с батальоном рабочих обороняла Сталинградский тракторный завод. Оборону на направлении наступления новой группировки занимали курсанты военно-политического училища и 272-й стрелковый полк (командир Савчук Григорий Петрович). На протяжении пяти дней ожесточённых боёв полк не пускал за городские оборонительные обводы укреплений отборные части 295-й, 71-й пехотных и 24-ю танковую дивизию немцев. Этим врагу были нанесены значительные потери, планы немцев по прорыву в центр города и захвату основной городской переправы через Волгу были сорваны. Однако и части дивизии понесли большие потери, для восполнения которых в городе была проведена мобилизация: после неё в дивизию включили 1245 рабочих-сталинградцев. Также дивизии передали несколько батарей противотанковой артиллерии и установок реактивной артиллерии, закрепили за ней несколько батарей дальнобойной артиллерии, которая вела огонь из-за Волги, что очень помогло в последующих боях.
8 сентября начались бои за южную часть Ворошиловского района. К середине дня 9 сентября передовые подразделения НКВД, которые находились во втором эшелоне, оказались под непосредственным ударом врага. Контратака была стремительной и для противника явилась полной неожиданностью. На левом фланге полка положение было восстановлено. На правом фланге гитлеровцы атаковали левый фланг 2-го батальона. Но 6-я стрелковая рота под командованием лейтенанта Н. Белякова сражалась самоотверженно и отстояла свои позиции.
12 сентября боевым распоряжением командующего Юго-восточным фронтом оборона города была возложена на 62-ю армию, в состав которой была передана и 10-я дивизия войск НКВД. По состоянию на 12 сентября численность личного состава полков дивизии составляла: 269 сп — 1637 бойцов, 270 сп — 1437 бойцов, 271 сп — 1461 боец, 272 сп — 1505 бойцов, 282 сп — 1237 бойцов.
С левого берега Волги дивизию поддерживала артиллерия резерва главного командования: 1-й дивизион 85-го гвардейского гаубичного артиллерийского полка, 2-й дивизион 266-го пушечного артиллерийского полка и 80-й гвардейский миномётный полк.
На 13 сентября вражеские войска запланировали штурм города. Утром противник открыл сильный артиллерийский и миномётный огонь по оборонительным укреплениям частей, включая участок 269-го стрелкового полка дивизии. Авиация группами до 40 самолётов бомбила районы. В 7:00 враг перешёл в наступление. Части 62-й армии на протяжении трёх часов отражали атаки врага, который прорвал оборону частей первого эшелона, отбросил боевое охранение и вышел к переднему краю 269-го стрелкового полка. В исключительно трудной обстановке 269-й стрелковый полк удержал участок обороны, преградив путь к Мамаеву кургану. На центральном направлении в бой вступил 270-й стрелковый полк майора А. К. Журавлёва 13 сентября, и, несмотря на численное превосходство, противник так и не прорвался в центр города.
Ранним утром 14 сентября началась авиационная и артиллерийская подготовка противника. Удару подвергся весь фронт советских войск от Мамаева кургана до Купоросного. Вслед за этим на всём фронте гитлеровцы перешли в атаку. Крупные силы пехоты и танков штурмовали позиции защитников города. Только против 269-го стрелкового полка было сосредоточено до восьми батальонов пехоты и около 50 танков. В 14:00 два батальона автоматчиков противника с тремя танками вышли в тыл полка и заняли вершину высоты 102,0 (Мамаев курган). Гитлеровцы открыли огонь по посёлку завода «Красный Октябрь». Чтобы вернуть высоту, в контратаку пошли рота автоматчиков 269-го стрелкового полка младшего лейтенанта Н. Ф. Любезного и 416-й стрелковый полк 112-й стрелковой дивизии с двумя танками. К 18:00 высота была очищена. Оборону на ней занял 416-й полк и частично подразделения чекистов.
За два дня боёв 269-й стрелковый полк уничтожил более полутора тысяч солдат и офицеров, подбил и сжёг около 20 танков врага.
В ночь на 15 сентября противник просочился к домам НКВД и специалистов, занял вокзал и вышел в тыл 272-го стрелкового полка и 1-го батальона 270-го стрелкового полка. Отбить удар было нечем, по всему фронту от Мамаева кургана до Купоросного завязались кровопролитные бои. К вечеру 15 сентября в дивизии осталось менее 3 000 бойцов.
На рассвете 16 сентября четыре бойца дивизии более часа вели неравный бой с наступавшими танками. Они уничтожили 20 машин противника. Все четверо посмертно были награждены высокими государственными наградами.
Вместе с частями северной группы войск 62-й армии весь сентябрь полк вёл упорные оборонительные бои, на отдельных участках улучшил свои позиции. 272-й полк с 24 по 26 сентября сражался в полном окружении в районе здания драмтеатра, уцелевший личный состав прорвался к своим небольшими группами. 7 октября оставшиеся в живых бойцы полка были сведены в две роты, которые вошли в сводный батальон во главе с капитаном Рябчевским. Ежедневно они отбивали по несколько ожесточённых атак противника, не давая ему прорваться к тракторному заводу.
К началу октября 1942 года из частей 10-й дивизии войск НКВД остался один 282-й стрелковый полк, оборонявший в окружении высоту 135,4. К середине октября и он практически перестал существовать. Дивизия внутренних войск выполнила задачу по обороне Сталинграда ценой практически полной гибели: от 271-го стрелкового полка осталось 65 человек, от 270-го стрелкового полка осталось бойцов на одну роту, от 272-го стрелкового полка - 11 человек, от 269-го стрелкового полка - 12 человек, от 282-го стрелкового полка - 8 человек.
Всего за период с 23 августа по 8 октября 1942 года дивизия в боях по обороне Сталинграда уничтожила до 15 тыс. немецких солдат и офицеров, уничтожила и вывела из строя 113 танков, 8 бронемашин, 6 орудий, 51 миномётов, 138 пулемётов, 2 склада боеприпасов, сбила 2 самолёта, захватила знамя полка вермахта.
За образцовое выполнение боевых заданий советского командования в обороне у волжских берегов 2 декабря 1942 года 10-я дивизия войск НКВД награждена орденом Ленина.

### Дальнейшая история
Потери дивизии были тяжёлыми. По приказу командующего Сталинградским фронтом дивизия была выведенная из боёв и в начале октября 1942 года переправлена за Волгу в село Заплавное. В составе дивизии числилось чуть более 200 человек.
В середине октября 1942 года штаб дивизии получил распоряжение о передислокации соединения в город Челябинск для переформирования. 10-я дивизия вошла в состав формируемой по постановлению Государственного Комитета обороны Отдельной армии НКВД.
Дивизия формировалась по новому штату:
- управление
- три стрелковых полка
- артиллерийский полк
- отдельный истребительный противотанковый дивизион
- части и подразделения боевого и тылового обеспечения.

Костяком частей стали около 2700 бойцов и офицеров, принимавших участие в Сталинградской битве.
Сталинградская битва завершилась 2 февраля 1943 года. А 5 февраля дивизия была переименована в 181-ю стрелковую дивизию и передана в Красную Армию.
Впоследствии боевые традиции города-героя на Волге воины дивизии приумножили в сражениях на Курской дуге, при форсировании Вислы. Войну воины дивизии завершили в Бреслау.

## Полное наименование
10 стрелковая Сталинградская ордена Ленина дивизия внутренних войск НКВД СССР

## Подчинение
Принадлежность:
- Внутренние войска НКВД СССР — с момента формирования 1 февраля 1942 года до 5 февраля 1943 года, когда дивизия была передана в состав РККА и переименована в 181-ю Сталинградскую ордена Ленина стрелковую дивизию

## Состав
| Воинская часть                              | Командир                            | Комиссар     | Примечание |
| ------------------------------------------- | ----------------------------------- | ------------ | --- |
| 41-й стрелковый полк                        | майор Васильченко Д. М.             |              | в августе 1942 года 41 сп исключён из состава дивизии;                                                                        |
| 269-й стрелковый полк внутренних войск НКВД | подполковник Капранов Иван Иванович |              | |
| 270-й стрелковый полк внутренних войск НКВД | майор Журавлёв А. К.                |              | |
| 271-й стрелковый полк внутренних войск НКВД | майор Костеницын А. П.              |              | |
| 272-й стрелковый полк внутренних войск НКВД | майор Савчук, Григорий Петрович     |              | |
| 273-й стрелковый полк                       | майор Морозов Филипп Назарович      |              | 14 августа 1942 года исключён из состава дивизии; передан в состав Орджоникидзевской стрелковой дивизии внутренних войск НКВД |
| 282-й стрелковый полк внутренних войск НКВД | майор Глущенко М. С.                | Карпов А. М. | вошёл в состав дивизии 16 августа 1942 года; переведён из 12-й стрелковой дивизии внутренних войск НКВД                       |
| Артиллерийский дивизион                     |                                     |              | |
| отдельная рота боевого обеспечения          | лейтенант Олейник                   |              | |
| отдельная мотострелковая рота               |                                     |              | |

Командир А. А. Сараев так писал о составе дивизии:
…Наша 10-я дивизия войск НКВД была сформирована в начале 1942 г. В её состав вошли:

- 271-й стрелковый полк. Его костяком были сыны уральских металлургов и машиностроителей, им было присуще высокое классовое и политическое сознание.
- 272-й стрелковый полк. В него входили главным образом сибиряки, молодёжь, поэтому полк называли комсомольским. Лихость молодости, боевой задор — вот что отличало этот полк в последующих боях.
- 282-й стрелковый полк. Состоял почти целиком из волжан. В боях он, как и другие части, показал образцы стойкости и мужества.
- 269-й и 270-й стрелковые полки формировались в Сталинграде, главным образом из местных жителей. Они героически сражались за родной город.

А. А. Сараев

## Численность
- на 23 августа 1942 года — 7568 человек.

## Командный и начальствующий состав
- командир — Сараев Александр Андреевич (1 февраля 1942 года — 5 февраля 1943 года), полковник
- военный комиссар — полковой комиссар Кузнецов Пётр Никифорович
- заместитель по строевой подготовке — полковник Васин Николай Степанович
- начальник штаба — подполковник Зайцев Василий Иванович
- начальник оперативного отдела — подполковник Хитров М. К.

## Награды
- 2 февраля 1942 года — почётное наименование «Сталинградская» - присвоено приказом Верховного Главнокомандующего ВС СССР от 2 февраля 1942 года
- 2 декабря 1942 года —  Орден Ленина - награждена указом Президиума Верховного Совета СССР от 2 декабря 1942 года за образцовое выполнение боевых заданий командования на фронте борьбы с немецкими захватчиками и проявленные при этом доблесть и мужество.

## Воины дивизии
- 268 военнослужащих получили высокие правительственные награды:[5]
  - Ф. Иванов, лейтенант — руководитель снайперской команды, уничтожил 39 фашистов, кавалер Ордена Красного Знамени
  - М. Клюшник — снайпер, уничтожил 43 фашиста, кавалер Ордена Красного Знамени.
  - Николай Смирнов, лейтенант — командир взвода разведки 271-го полка 181-й дивизии, кавалер Ордена Красного Знамени[6]
- 20 чекистов дивизии были удостоены звания Героя Советского Союза, 9 из них не дождались Дня Победы:
  -  Алексей Прохорович Волошин, Герой Советского Союза
- 5 человек стали кавалерами Ордена Славы всех трёх степеней.[7]

## Память

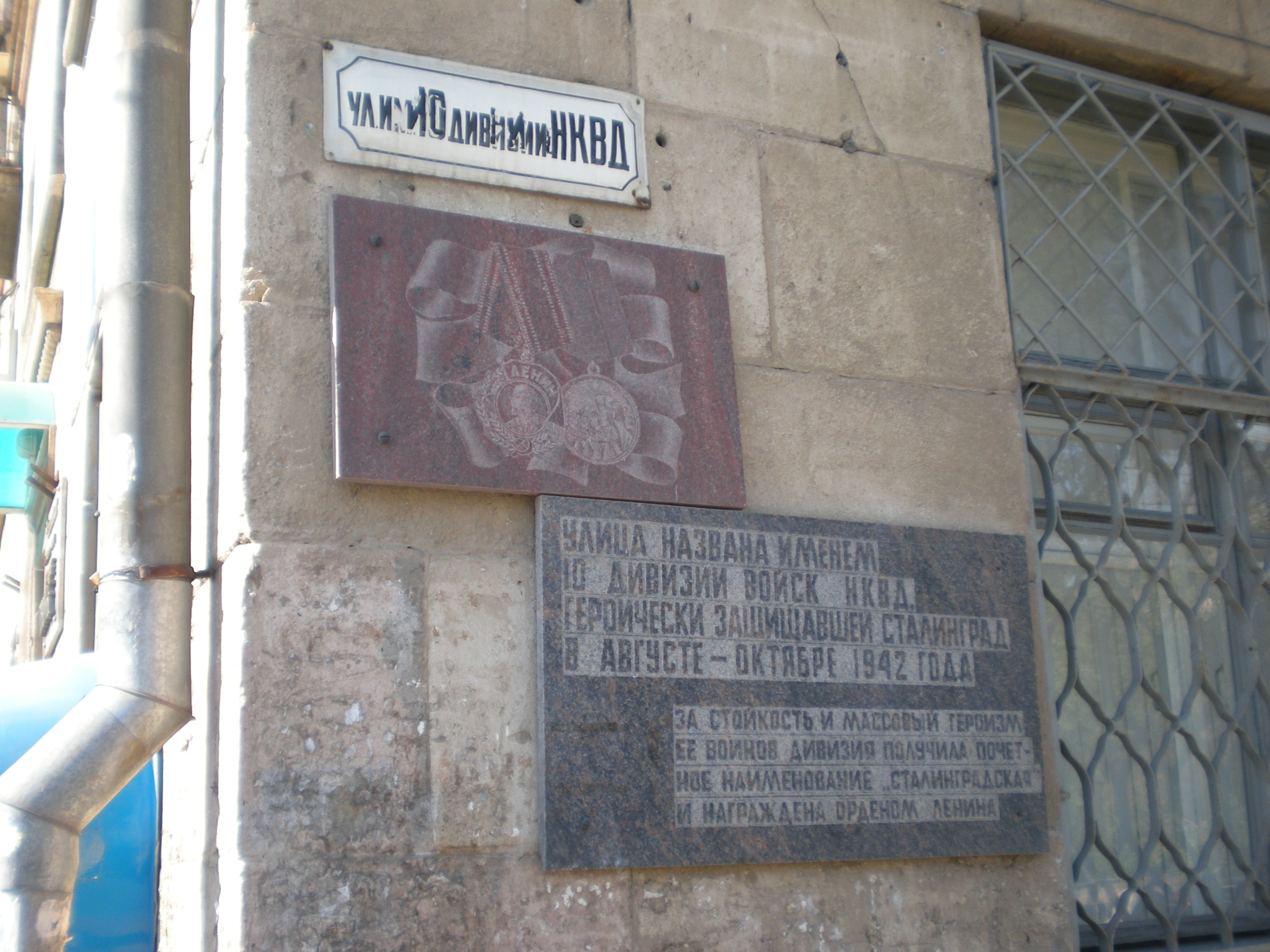
Улица 10-й дивизии НКВД в Волгограде.

- В Волгограде установлен памятник воинам 10-й дивизии войск НКВД и милиционерам Сталинграда — защитникам города в 1942—1943 годах.
- Памятник защитникам элеватора в Волгограде[11].
- Одна из улиц Центрального района Волгограда носит имя 10-й дивизии НКВД
- 8 улиц города носят имена воинов дивизии

### Комментарии
1. ↑  Именно Чуйков нёс ответственность за провал обороны на рубеже Дона

### Сноски
1. 1 2 3 4  RKKA.RU. Дата обращения: 4 декабря 2008. Архивировано из оригинала 8 февраля 2009 года.
2. ↑  Феськов, 2003, Приложение 11.1. «1. Основные дивизии внутренних войск НКВД, действующие в составе Красной Армии или переданные ей», с. 449.
3. ↑  Постановление ГКО № 1099-сс от 4.01.1942. sovdoc.rusarchives.ru. Дата обращения: 25 марта 2021.
4. ↑  Приказ Ставки Верховного Главнокомандования от 5 февраля 1943 года
5. 1 2 3 4  Подвиг воинов-чекистов во время Сталинградской битвы. М. С. Орлова. Дата обращения: 4 декабря 2008. Архивировано 8 февраля 2009 года.
6. 1 2 3  Воины-Сталинградцы в сражении на курской дуге Архивная копия от 19 июня 2011 на Wayback Machine — Сайт Внутренних войск МВД
7. 1 2 3  История Волгограда. Памятник Чекистам. Дата обращения: 4 декабря 2008. Архивировано из оригинала 24 марта 2009 года.
8. 1 2  Макоев Т. На подвиг был каждый готов. // «На боевом посту» [журнал ВВ МВД РОссии]. — 2013. — № 5. — С.36-39. Дата обращения: 1 января 2020. Архивировано 1 января 2020 года.
9. ↑  По другим сведениям — частями дивизии было уничтожено свыше 21 тысячи немецких солдат и офицеров, 121 танк, около 30 орудий, до 60 миномётов, 138 пулемётов противника.
10. ↑  10-я Сталинградская стрелковая дивизия внутренних войск НКВД. Дата обращения: 10 декабря 2018. Архивировано из оригинала 8 февраля 2009 года.
11. ↑  Памятники и достопримечательности Волгограда. Дата обращения: 17 ноября 2013. Архивировано из оригинала 24 ноября 2012 года.